# Jurgis Baltrušaitis (padre)
Jurgis Kazimirovitsj Baltrušaitis (cirílico ruso: Ю́ргис Казими́рович Балтруша́йтис, Paantvardys, 2 de mayo de 1873-París, 3 de enero de 1944) era un poeta simbolista, traductor, diplomático y crítico de arte de Lituania.

## Biografía
Nació en el seno de una familia de granjeros cerca de Jurbarkas (entonces Imperio ruso). Estudió secundaria en Kaunas y matemáticas y física en la Universidad de Moscú, donde al mismo tiempo estudió historia y filología. Baltrušaitis aprendió 15 lenguas a lo largo de su vida.
Desde 1895, Baltrušaitis empezó a escribir para algunas revistas literarias de Moscú (Scorpio, Vesý, Sévernyie Tzvetý). Miembro de la élite cultural de la ciudad, Baltrušaitis fue amigo y colega de Antón Chéjov, Konstantín Balmont, Valeri Briúsov, Viacheslav Ivánov, Maksim Gorki, Konstantín Stanislavski, Mijaíl Vrúbel o Aleksandr Skriabin. Borís Pasternak fue preceptor de sus hijos.
Baltrušaitis publicó tres antologías de poesía en ruso y otras tren en lituano y tradujo al ruso a escritores como Henrik Ibsen, Oscar Wilde, August Strindberg, Knut Hamsun o Gabriele D'Annunzio. Su traducción de Sult de Hamsun es considerada un clásico y ha sido republicada continuamente hasta nuestros días.
Entre 1900 y 1914, vivió en Italia y Noruega y viajó mucho por Europa occidental. Durante la Primera Guerra Mundial y la subsiguiente revolución rusa participó activamente por la independencia de Lituania. En 1919 fue elegido presidente de la Unión de Escritores de Moscú y ayudó a muchos intelectuales durante la República Socialista Federativa Soviética de Rusia.
Sirvió como embajador litano en Rusia desde 1920 y recibió el doctorado honoris causa  de la Universidad Vytautas Magnus. Mantuvo el rol de embajador hasta 1939 año en el cual fue nombrado consejero cultural en la embajada lituana de París. Tras la anexión de Lituania por la URSS, su hijo, Jurgis Baltrušaitis, artista y crítico de arte, fue también diplomático. Baltrušaitis padre murió en París y está enterrado en Montrouge.